# رنگینک‌های رقاص
رنگینک‌های رقاص (نام علمی: Chiroxiphia) نام یک سرده از تیره رنگینک است.
پرندگان این سرده در آمریکای مرکزی و جنوبی زندگی می‌کنند و در زبان اسپانیایی آن مناطق به آن‌ها رنگینک‌های رقاص یا بالرین می‌گویند.